# Малыбай (Алматинская область)
Малыбай (каз. Малыбай) — село в Енбекшиказахском районе Алматинской области Казахстана. Административный центр и единственный населённый пункт Малыбайского сельского округа. Находится примерно в 78 км к востоку от центра города Есик. Код КАТО — 194064100.

## Население
В 1999 году население села составляло 3948 человек (1948 мужчин и 2000 женщин). По данным переписи 2009 года, в селе проживало 5198 человек (2386 мужчин и 2812 женщин).

## Топографические карты
- Лист карты K-44-13 Чилик. Масштаб: 1 : 100 000. Состояние местности на 1979 год. Издание 1984 г.